# 1078
Năm 1078  trong lịch Julius.